# Ca l'Antich (Santa Margarida i els Monjos)
Ca l'Antich és una obra modernista de Santa Margarida i els Monjos (Alt Penedès) inclosa a l'Inventari del Patrimoni Arquitectònic de Catalunya.

## Descripció
Casa aïllada amb jardí, de planta quadrangular, composta de planta baixa, pis i golfes. Coberta amb terrat, una part, i a dues vessants l'altre. Façana de composició simètrica amb porta i balcó centrals i finestres als costats. Façana posterior semblant. Les obertures emmarcades amb totxo i ceràmica vidriada verda. Tortugada de ceràmica vidriada.